# Revue du MAUSS
La Revue du MAUSS (Akronym für „Mouvement anti-utilitariste en sciences sociales“, Anti-Utilitarismus-Bewegung in den Sozialwissenschaften) ist eine interdisziplinäre Zeitschrift, die von Alain Caillé gegründet wurde. Die Zeitschrift befasst sich mit gegenwärtigen Themen aus der Anthropologie, die die Hintergründe von Sozialwissenschaften nahebringen. Der Name der Zeitschrift ist nicht nur Akronym, sondern auch eine Hommage an Marcel Mauss.